# Expedição 57
Expedição 57 foi a 57ª expedição à Estação Espacial Internacional, realizada entre 4 de outubro e 20 de dezembro de 2018, com a participação de seis astronautas, dois russos, dois norte-americanos, um alemão e um canadense. Esta foi uma expedição atípica. Iniciada com a desacoplagem da Soyuz MS-08 que retornou à Terra com três integrantes da expedição anterior em 4 de outubro,  aos três astronautas que permaneceram na estação, Alexander Gerst, Serena Auñón-Chancellor e Sergey Prokopyev, deveriam se juntar  Aleksei Ovchinin e Nick Hague, a serem lançados na Soyuz MS-10 em 11 de outubro, uma semana depois, completando uma expedição de apenas cinco membros. Porém, o lançamento falhou, por uma explosão nos motores do foguete Soyuz-FG que transportava a nave, ainda na atmosfera, e a missão foi abortada – os tripulantes escaparam ilesos após a ejeção do módulo de comando. Com isso houve um grande intervalo até o próximo lançamento para investigações da causa do acidente, e  a equipe só foi completada em 3 de dezembro, com a chegada dos três tripulantes do voo seguinte, a Soyuz MS-11. Esta missão também foi atípica pelo fato de ser a primeira comandada por um alemão, Alexander Gerst, apenas o segundo não-americano e não-russo a comandar uma expedição de longa duração na ISS. Ela encerrou-se em 20 de dezembro com a desacoplagem da Soyuz MS-09, depois de 76 dias de duração.

## Tripulação
| Posição             | Primeira parte 4 de outubro até 3 de dezembro de 2018 | Segunda parte 3 de dezembro até 20 de dezembro de 2018 |
| ------------------- | ----------------------------------------------------- | ------------------------------------------------------ |
| Comandante          | Alexander Gerst                                       | Alexander Gerst                                        |
| Engenheira de voo 1 | Serena Auñón-Chancellor                               | Serena Auñón-Chancellor                                |
| Engenheiro de voo 2 | Sergey Prokopyev                                      | Sergey Prokopyev                                       |
| Engenheiro de voo 3 |                                                       | Oleg Kononenko                                         |
| Engenheira de voo 4 |                                                       | Anne McClain                                           |
| Engenheiro de voo 5 |                                                       | David Saint-Jacques                                    |

Notas:
- Originalmente, a astronauta Jeanette Epps foi anunciada como engenheira de voo para as Expedições 56 e 57, o que a tornaria a primeira afro-americana parte da tripulação da estação espacial numa missão de longa duração.[7] Posteriormente, porém, a NASA, sem dar explicação pública para a razão da troca, anunciou que Epps seria substituída por sua reserva, Serena Auñón-Chancellor, enquanto ela seria designada para outras funções no Centro Espacial Johnson, disponível para uma futura missão.[8] Alguns dias depois, o irmão da astronauta, Henry Epps, publicou no Twitter uma mensagem, depois deletada, afirmando: "Minha irmã, Dra. Jeanette Epps, tem lutado contra o racismo opressivo e contra a misoginia dentro da NASA e agora eles a estão retirando e colocando uma astronauta caucasiana em seu lugar!"[9][10] A NASA e a astronauta não fizeram comentários sobre a postagem.
- O cosmonauta Nikolai Tikhonov foi designado para fazer seu primeiro voo na nave Soyuz MS-10 junto com Ovchnin e Hague e integrar a Expedição 57, mas foi removido da tripulação devido aos atrasos para lançar o módulo-laboratório russo Nauka. Essa foi a segunda vez que Tikhonov foi substituído de uma tripulação da ISS por tal razão.[11][12]

## Insígnia
Em formato triangular, a insígnia da expedição é um tributo à exploração humana do espaço. Ela traz em seu centro uma caravela no espaço negro, partindo para o desconhecido como nossos antigos ancestrais, desenhada como uma flecha em direção às estrelas e a novos horizontes cósmicos. Ela destaca o propósito da Estação Espacial Internacional como um laboratório científico de classe internacional para o benefício da espécie humana e da cooperação internacional, assim como sua nau capitânia no espaço, nos preparando para extraordinárias jornadas à frente. A insígnia é dedicada a todos os milhares de humanos que tornaram esta jornada possível pela contribuição de sua paixão, trabalho duro e coragem para um dos mais fascinantes projetos da história humana. Ela foi criada pelo designer Sean Collins sob a direção artística do comandante da expedição, Alexander Gerst.

## Missão

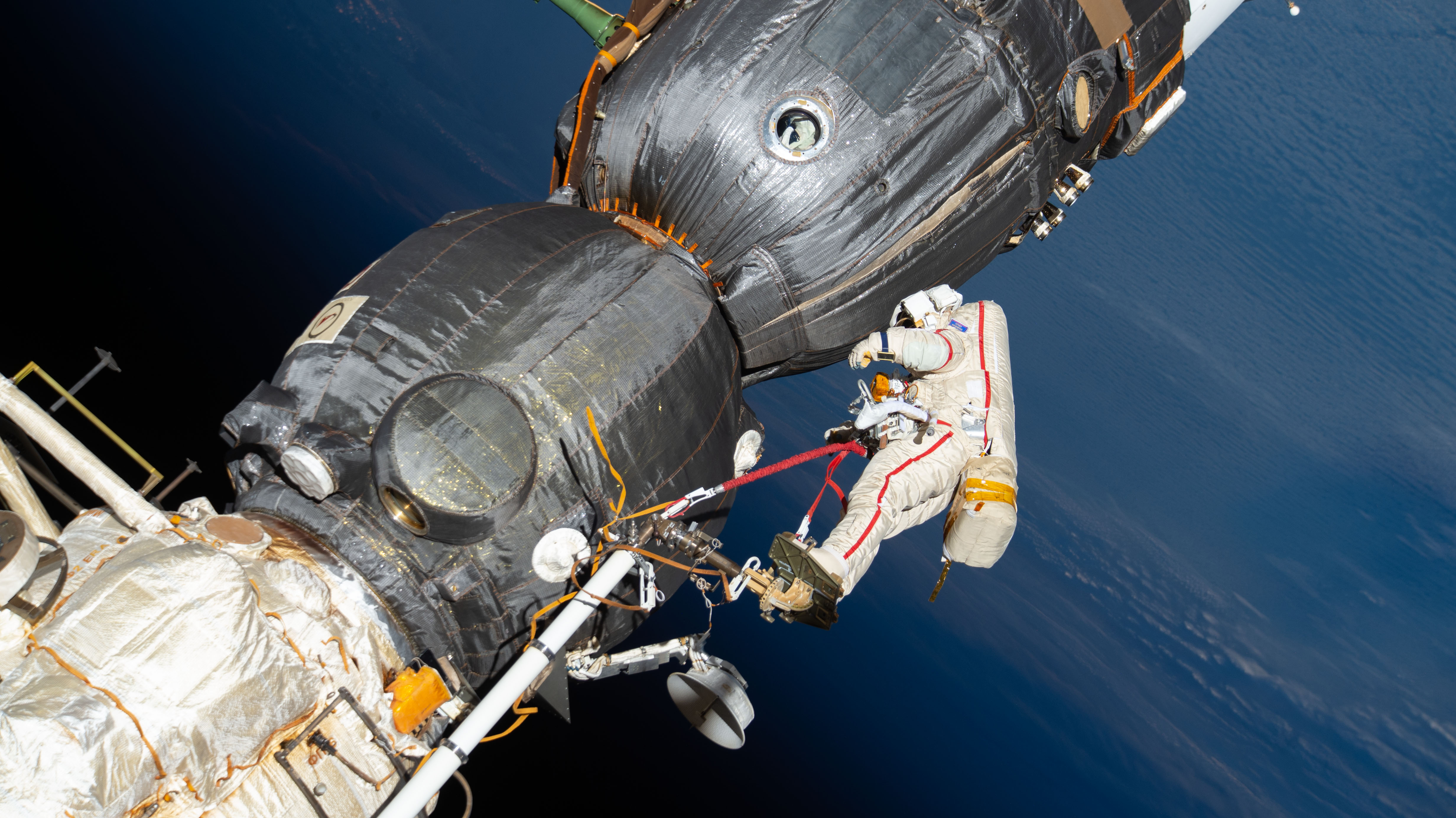
O cosmonauta Oleg Kononenko durante AEV examinando o casco externo da Soyuz MS-09, de pé num guindaste.

As experiências científicas desta expedição abarcaram um grande campo do interesse humano, desde observações das florestas da Terra para ajudar a entender como os processos de carbono afetam a mudança climática até o estudo das células endoteliais em microgravidade para melhorar os métodos de teste para o tratamento do câncer nos seres humanos. Também foi feito um estudo sobre o auxílio da Inteligência Artificial aos humanos no espaço.  Missões espaciais colocam os tripulantes sob uma quantidade substancial de estresse e carga de trabalho, e uma IA pode ajudar a fornecer apoio operacional aos membros da tripulação. O comandante Gerst levou para a estação o pequeno robô "CIMON", criado pela IBM, como seu assistente-pessoal, como parte desta experiência. Três naves não-tripuladas de carga acoplaram com a ISS durantes a expedição: Progress MS-10, Cygnus NG-10 e Dragon SpaceX CRS-16; as naves levaram cerca de nove toneladas de carga para a ISS, entre alimentos, combustível, oxigênio, hardware diversos e novas experiências científicas a serem feitas pelos astronautas. A nave de carga japonesa  Kounotori 7 (HTV-7), acoplada desde a  expedição anterior, foi enviada de volta para sua programada destruição na reentrada da atmosfera sobre o Oceano Pacífico.
Sendo esta uma missão atípica, uma caminhada espacial também não planejada anteriormente foi realizada. Durante a Expedição 56, foi descoberto um pequeno furo na estrutura da nave Soyuz MS-09, acoplada à ISS durante as duas expedições, que estava causando um vazamento de ar e pressão da nave. Este pequeno furo foi remendado primeiro com uma fita isolante especial e depois com gaze e epoxy. Em 11 de dezembro, os cosmonautas russos Kononenko e Prokopyev conduziram uma atividade extraveicular onde cortaram os protetores térmicos e removeram o isolamento, com o objetivo de examinar o casco externo, tirar fotos da área e retirar amostras de resíduo para serem usados na investigação posterior. Como  o furo se encontrava no módulo orbital, que é descartado antes da reentrada na atmosfera, o retorno da tripulação não estava colocado em risco. Prokopyev declarou que o furo foi feito do interior; entretanto, não se sabe quando foi feito. A nave foi considerada em prefeitas condições para a reentrada pela dupla e pelo controle de terra. Além desta investigação, eles também fizeram trocas de experimentos científicos no exterior do módulo Rassvet.

## Galeria

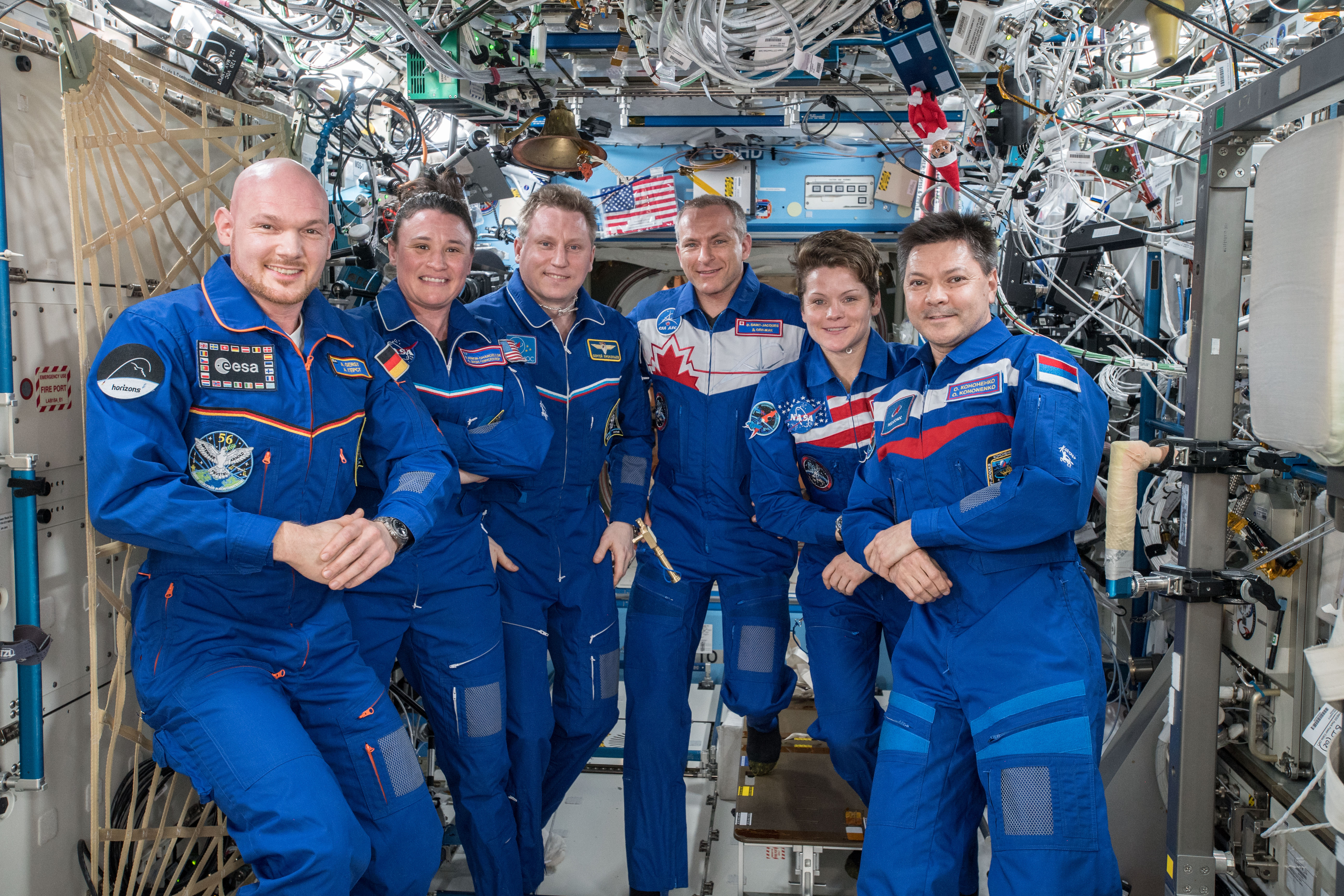
A tripulação completa no módulo  Destiny.
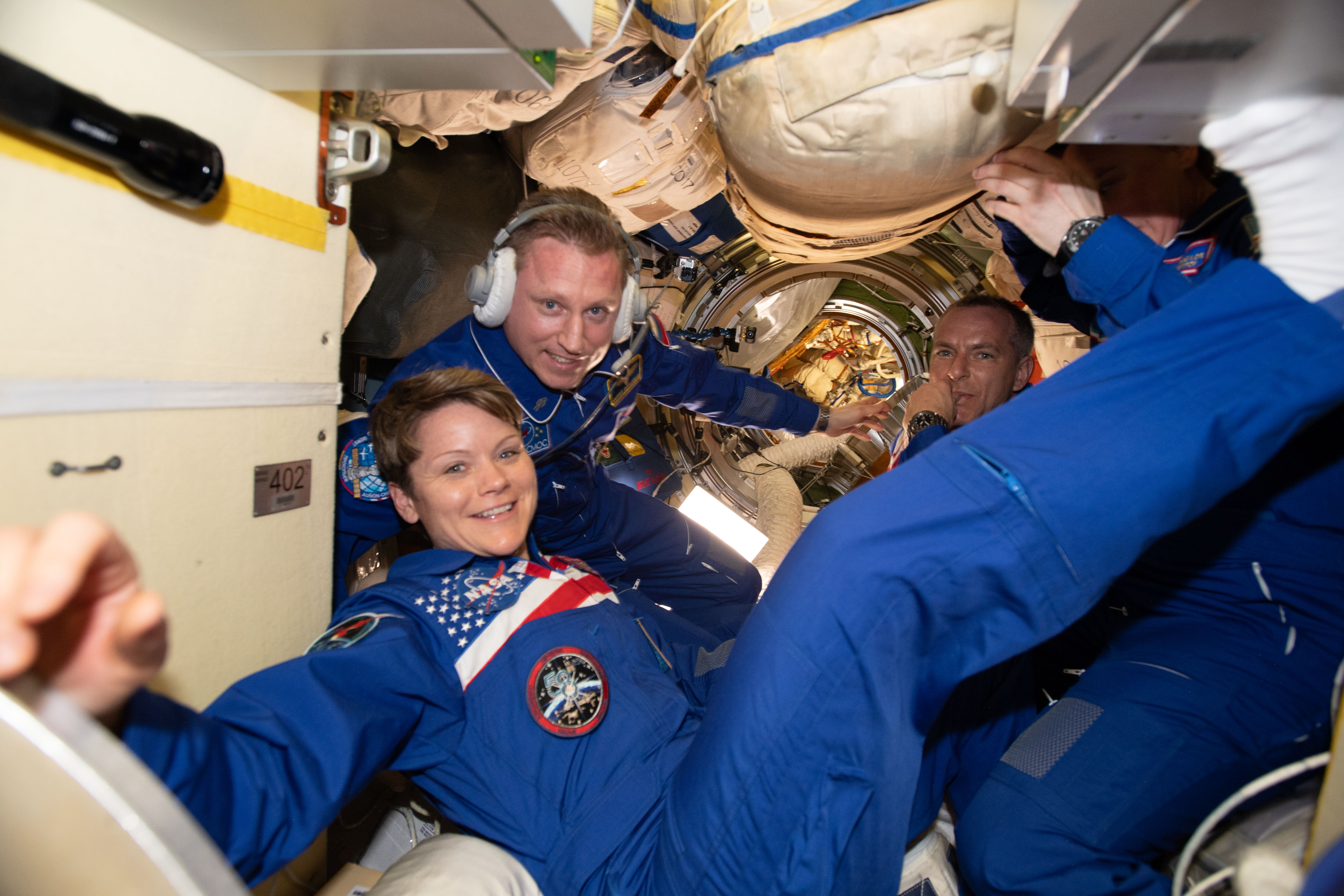
Primeira equipe da expedição recebendo a segunda equipe no módulo Poisk.
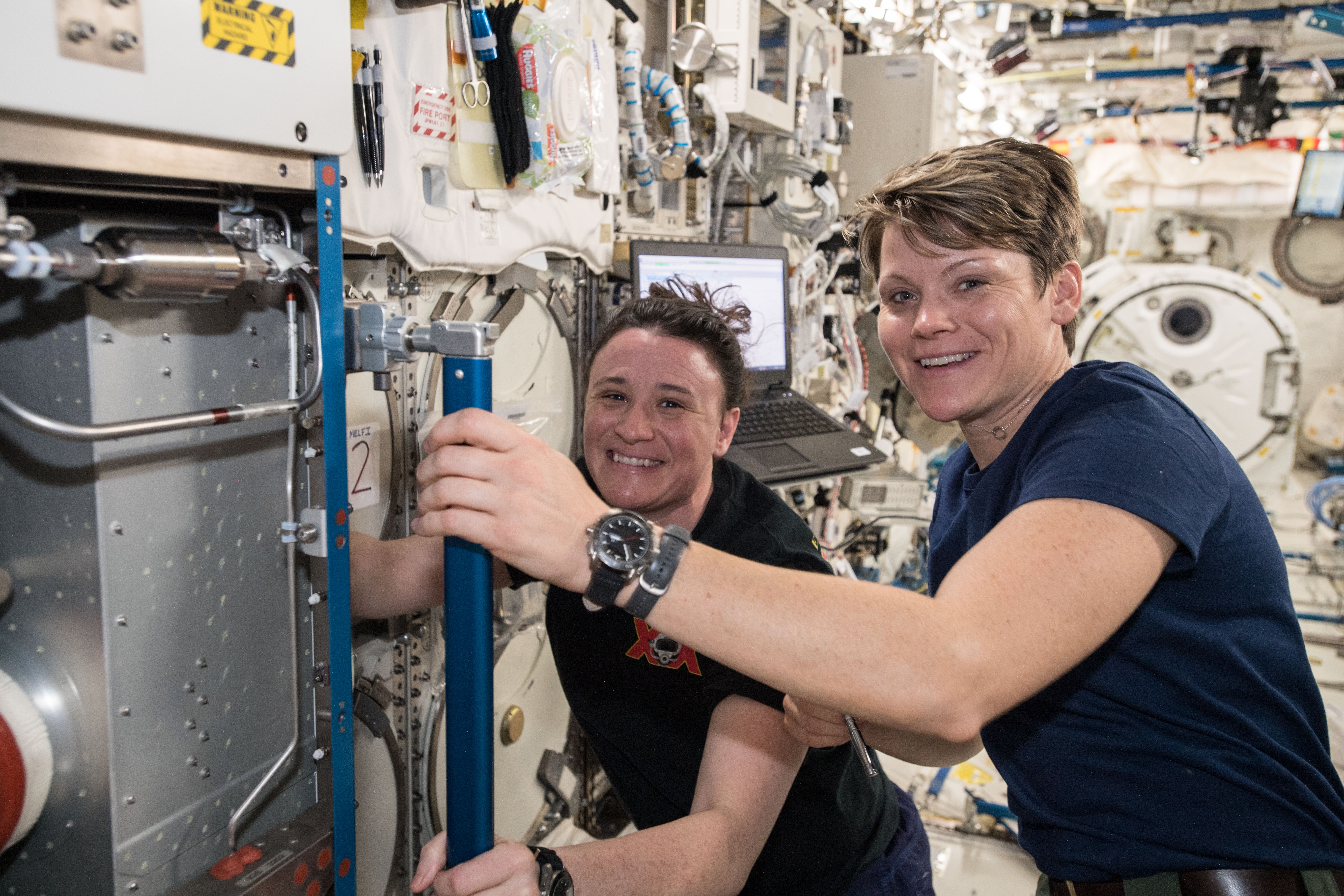
Tripulantes no módulo Kibo.
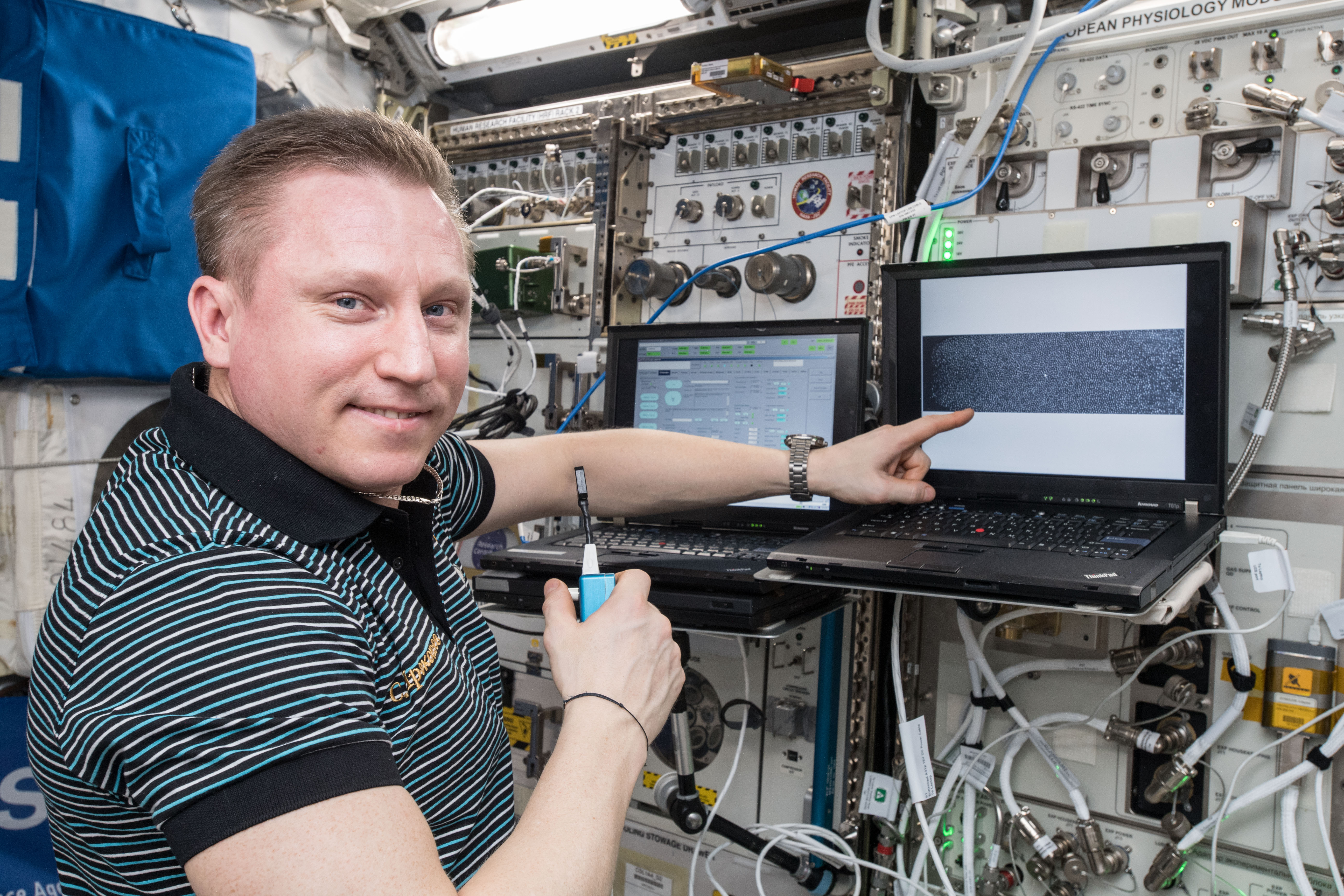
Prokopyev faz pesquisas com cristais de plasma no módulo Columbus.
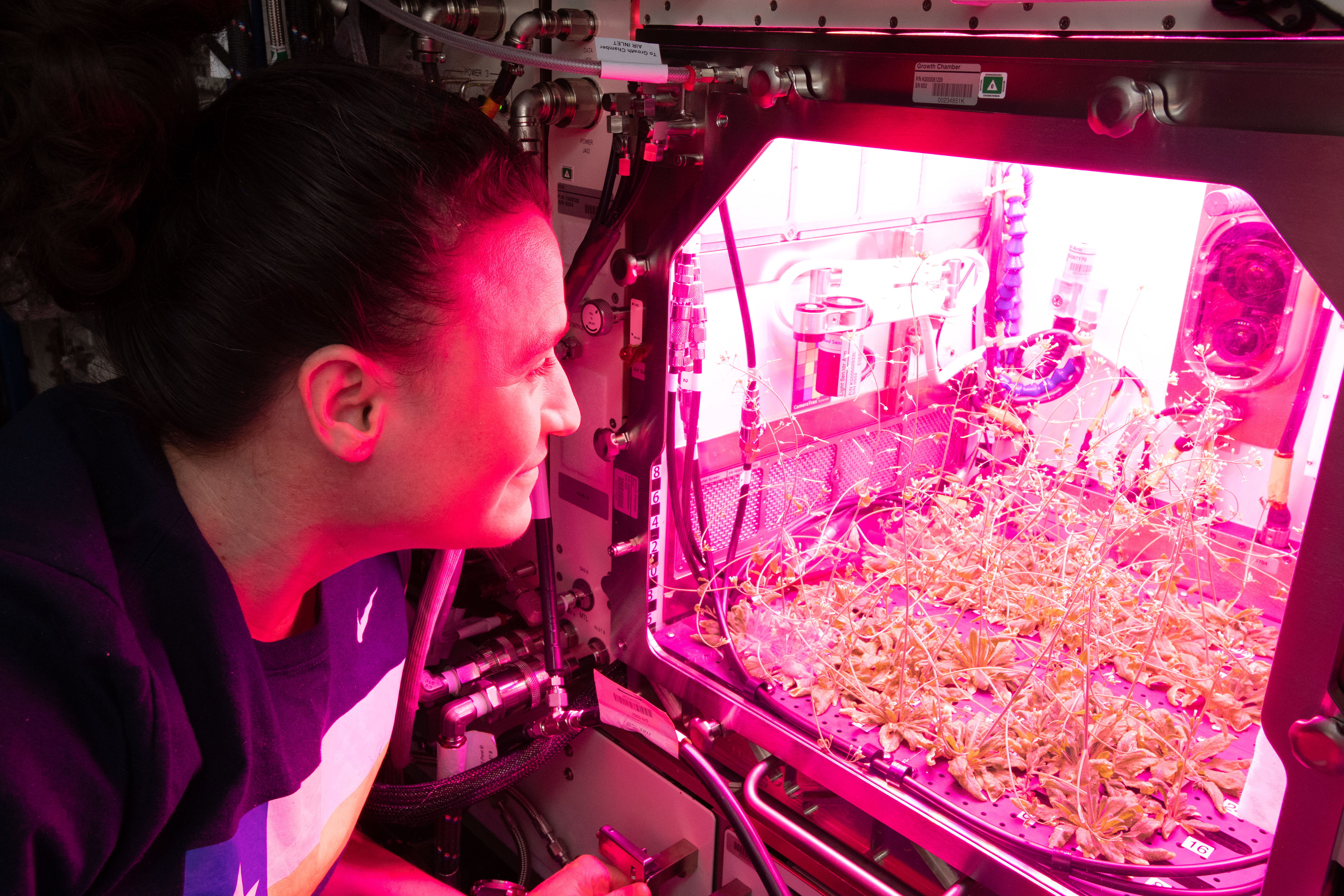
Estufa de plantas e sementes cultivadas na ISS.
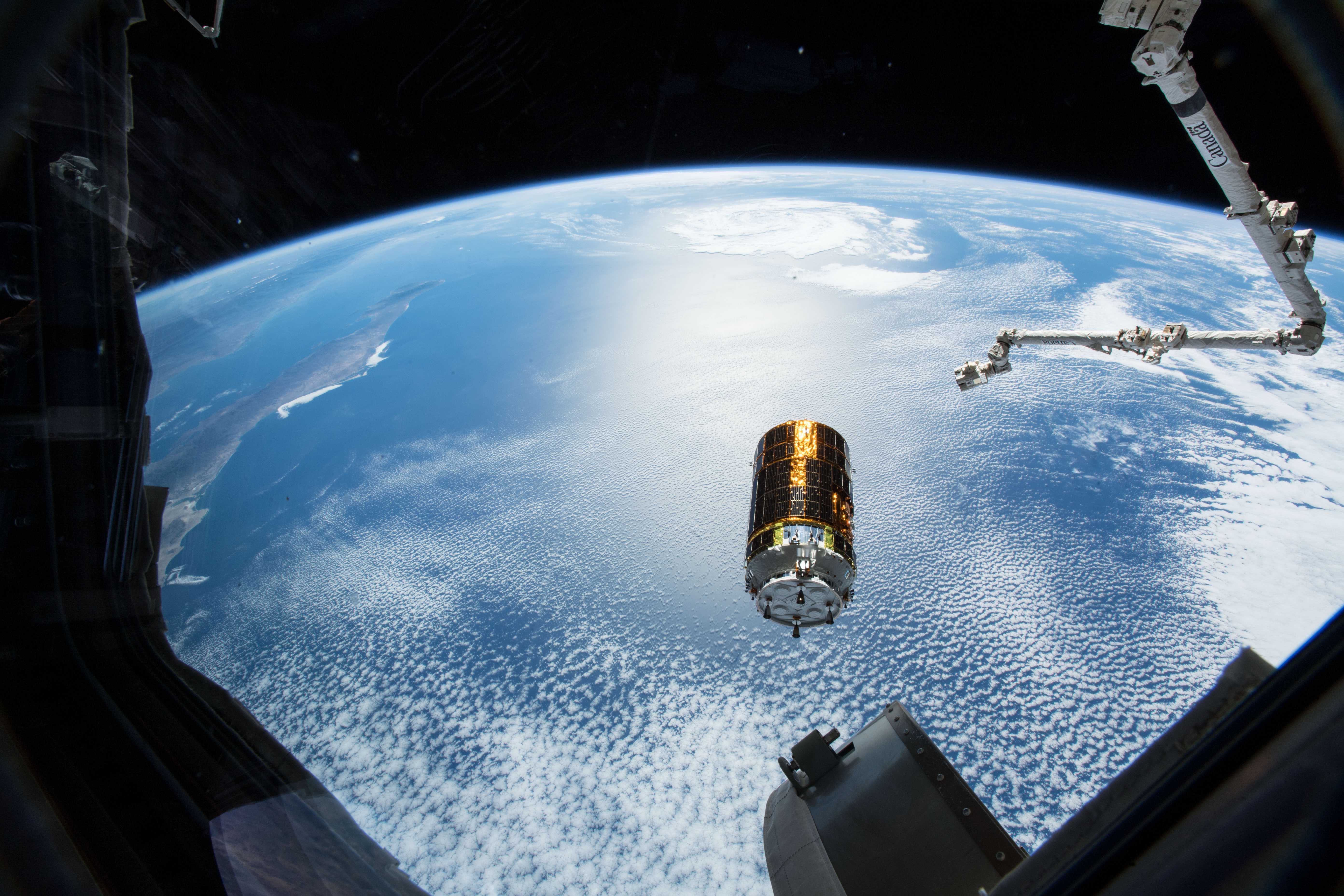
A nave de carga  Kounotori 7 (HTV-7) é liberada no espaço .